# Bimini (Verdeck)

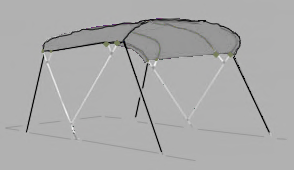
Bimini

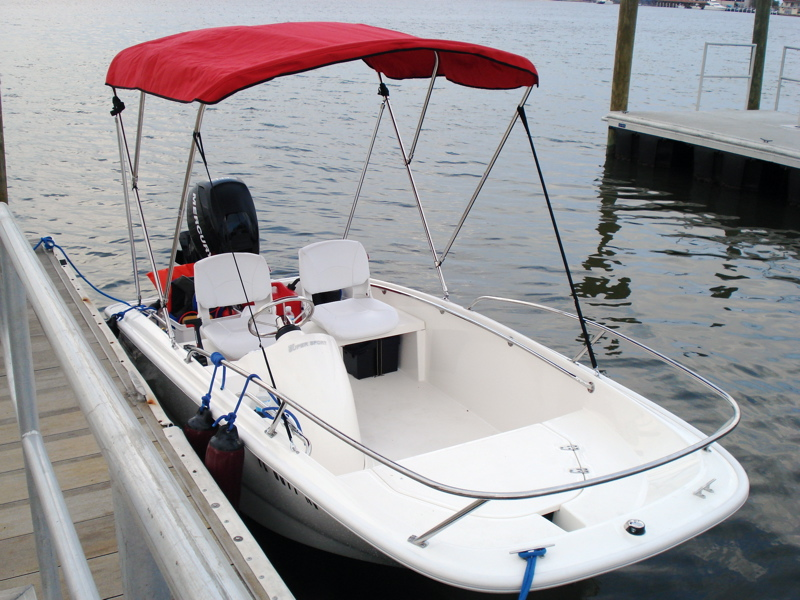
Bimini auf einem kleineren Motorboot montiert

Das Bimini ist ein offenes Sonnenverdeck auf einem Schiff oder Boot.
Es wird mit Hilfe einer variablen und meist umlegbaren Trägerkonstruktion aus Aluminiumrohren oder Edelstahlrohren aufgestellt und hat je nach Bootsart noch zusätzliche Abspannleinen oder Gurte. Es wird bei Yachten oder größeren Schiffen in der Regel über der Plicht oder einer Flybridge (Außensteuerstand) errichtet. Bei kleineren Booten kann es aber auch fast die komplette Länge des offenen Decks überspannen. Die Konstruktion ist also eher ein Sonnensegel als ein Verdeck im klassischen Sinne. Der Wind kann ungehindert hindurchgehen, nicht jedoch die Sonne.
Namensgeber sind höchstwahrscheinlich die Bimini-Inseln der Bahamas.